# BYG-ERFA
BYG-ERFA er en uafhængig organisation, der har til formål at medvirke til at øge den tekniske kvalitet i byggeriet. BYG-ERFA er organiseret som Fonden BYG-ERFA og blev etableret i 1977.

## Byggetekniske erfaringer
BYG-ERFA indsamler og bearbejder byggetekniske erfaringer, og formidler dem i form af erfaringsblade. Hensigten er, at forebygge og udbedre svigt og skader på den mest hensigtsmæssige måde og således være med til at indarbejde gode byggetekniske erfaringer fra praksis videst muligt.
Erfaringsbladene henvender sig til projekterende, rådgivende og tilsynsførende (arkitekter, ingeniører og bygningskonstruktører), udførende håndværkere og entreprenører; bygningsansvarlige, vedligeholdelses- og driftspersonale; boligorganisationer og byfornyelsesselskaber; byggevareproducenter og leverandører; administratorer og forsikringsselskaber og endelig til offentlige forvaltninger. Bladene bruges også af bygningsbrugerne som herved bliver sparringspartnere for de professionelle. 
Samlingen af gældende erfaringsblade (pr. 1. januar 2008) tæller i alt 232, hvortil kommer tidligere gældende, nu annullerede blade. Alle erfaringsbladene er forsynet med dato for færdiggørelse, og indholdet beskriver således gældende praksis på udgivelsestidspunktet. Dette betyder, at de blandt andet kan bruges til at få et indblik i tidligere tiders byggepraksis, og kan f.eks. anvendes i forbindelse med ’syn- og skøn’, voldgiftssager og andre tvister. 
Bladene er inddelt i seks hovedgrupper der med undergrupper gennemgår byggeriets bygningsdele: bygningsbasis, primære bygningsdele, komplementerende bygningsdele, overfladebygningsdele, VVS-anlæg og endelig bygningen under ét. Således er indholdet under eksempelvis ”Primære bygningsdele” inddelt i undergrupper, der gennemgår indhøstede erfaringer for terræn, ydervægge, indervægge, dæk, tag og primære bygningsdele under ét.

## Temaer
For at lette adgangen til og brugen af erfaringsbladene er en del af dem samlet i temaer, som reagerer på et aktuelt opstået bygningsproblem eller et emne med bred appel. Et eksempel er temaet om 'Kloak- og afløbsinstallationer' der blev aktuelt for mange husejere efter den rekordstore nedbør i sommeren 2007. Et andet eksempel er temaet 'Undertage og tagkonstruktioner' der udkom i forbindelse med etableringen af den frivillige klassifikationsordning DUKO. 
Af andre temaer kan nævnes Energi, Byggeprocessen, Beton, Flade tage, Skimmel og fugt, Stormsikring, Tagboliger og Vinduer. Under hvert tema findes de relevante erfaringsblade suppleret med litteraturhenvisninger og henvisninger til andre organisationer, der beskæftiger sig med emnet.

## On-line
Bladene udgives både trykt og i elektroniske fuldtekstversioner på byg-erfa.dk. Sitet indeholder desuden supplerende fuldtekstversioner af byggetekniske publikationer fra f.eks. Byggeskadefonden, Byggeskadefonden vedrørende Byfornyelse, Murerfagets Oplysningsråd, Tagpapbranchens Oplysningsråd og Byggeriets Innovation.
Et sekretariat varetager det daglige arbejde, mens en redaktionsgruppe kvalitetssikrer indholdet i de byggetekniske erfaringsbladene, som udarbejdes af fagfolk og specialister fra byggebranchen og byggeriets videns- og forskningsinstitutioner.
Retningslinjerne for fondens arbejde er udstukket af Byggecentrum, Byggeskadefonden, Byggeskadefonden vedrørende Bygningsfornyelse, Erhvervs- og Byggestyrelsen, Forsikring & Pension, Statens Byggeforskningsinstitut og Teknologisk Institut, og en repræsentant fra hver af de nævnte organisationer tegner Fonden BYG-ERFAs bestyrelse.